# Молодіжна збірна Югославії з хокею із шайбою
Молодіжна збірна Югославії з хокею із шайбою — хокейна збірна, яка представляла федеративну державу Югославію в міжнародних матчах. Команда провела свою першу гру 1981 року і представляла Соціалістичну Федеративну Республіку Югославію (СФРЮ, 1963—1992) аж до розпаду останньої на кілька незалежних держав.

## Результати на чемпіонатах світу
- 1981 рік — закінчили на 6-му місці (Група «В»)
- 1982 рік — закінчили на 8-му місці (Група «В»)
- 1987 рік — закінчили на 1-му місці (Група «С»)
- 1988 рік — закінчили на 6-му місці (Група «В»)
- 1989 рік — закінчили на 5-му місці (Група «В»)
- 1990 рік — закінчили на 8-му місці (Група «В»)
- 1991 рік — закінчили на 3-му місці (Група «С»)
- 1992 рік — закінчили на 7-му місці (Група «С»)